# Tank of Danzig
Tank of Danzig ist eine deutsche Post-Punk-/No-Wave-Band. Sie trat in ihrer Frühzeit zusammen mit Shriekback, Blurt, Virgin Prunes, Tom Robinson Band und Siglo XX auf. Die Band arbeitete zusammen mit René Tinner und Conny Plank. Tinner produzierte auch das Debütalbum Not Trendy in Conny Planks Tonstudio.

## Bandgeschichte
Tank of Danzig wurde 1980 in Koblenz gegründet. Die Band wurde vor allem durch einen charakteristischen, treibenden, rauen Rhythmus und politische Songtexte bekannt und wurde in ihrem Stil maßgeblich von Künstlern wie Gang of Four, Blurt, The Pop Group, Arto Lindsay und James Chance and the Contortions beeinflusst.

### Anfänge
Gesang und Gitarre übernahm Bernd Adelfang-Krapp (aka Schengel), der zuvor Bass bei Psychotic Tanks gespielt hatte. In diesem Zuge kam es zu einer ersten Zusammenarbeit mit Conny Plank, der die "Psychotic Tanks"-Debütsingle Security Idiots/Let's Have A Party in seinem Studio produzierte. Bass spielte Thomas Esch, am Schlagzeug saß Axel LeGaye.
Die erste Tank of Danzig-Veröffentlichung Your Brain E.P. wurde 1980 auf Idiot Records veröffentlicht, die bereits die "Psychotic Tanks"-Debütsingle veröffentlicht hatten.
[…] Tank of Danzig (Idiot) aus Berlin hören sich sehr englisch an, nicht nur der Text, würde gut auf eine englische Small-Labels-Compilation passen […].“ (Diedrich Diederichsen, Sounds Nr. 2/81)
[…] Minimal-Psycho-Punk. Herrlich schräge Gitarre, dazu ein uriger englischer Gesang, nur Bass und Schlagzeug dürften ruhig mal den Rhythmus wechseln. No Dog´s back ist der stärkste Song auf dieser EP. "Liar" und "Brain war" sind aber auch noch erheblich interessanter, als das Meiste, was dieses Jahr unter dem Tarnmantel "Neue Welle" rauskam. Tank of Danzig sollte man im Auge behalten […]." (Eugen Honold, Pretty Vacant Nr.8/81)
1981 erschien das erste Album Third Issue auf Kassette. Von diesem wurden 500 Kopien nach Konzerten verkauft und ist heute nicht mehr im freien Handel verfügbar. Das Album kam in den Besitz von Conny Plank, der das Potential der Band erkannte und anbot, ein erstes Album auf Schallplatte zu produzieren.

### Zusammenarbeit mit René Tinner und Conny Plank
1982 wurde Not Trendy von René Tinner in Conny Planks Tonstudio produziert.
[…] Ein Rhythmus-Monster, das in die Beine geht und durch die für diese Zeit typisch fiebrige Gitarre zu begeistern weiß. Der rohe und direkte Gesang von Sänger und Gitarrist Schengel geht direkt ins Mark und versprüht eine gesunde Antihaltung in jeder einzelnen Textzeile (insbesondere bei "What’s the sense of life"). Einige Songs ("No more chance") erinnern fast an die Songs der frühen Fehlfarben oder Palais Schaumburg [...].
[...] Ebenfalls sympathisch aus der Affäre ziehen sich Tank of Danzig mit ihrer ersten LP: mal lärmiger, mal angefunkter, mit freiem Saxophon abgeschmeckter englischsprachiger Rock, dem wirklichen Leben relativ nahe (Idiot Records, einige echte Punkt-im-weiteren-Sinne-Hightlights darunter). Titel: Not Trendy [...]. (Diedrich Diederichsen, Sounds Nr. 9/82)
[...] Lyrically, Tank of Danzig are decidedly more political and socially aware, however. Themes of hopelessness, urban blight, and general societal ills are par for the course on Not Trendy. The pounding rhythms and vocalist Schengel's pained shouts and caterwauling ensure the ride is an abrasive one […].
Deutsche Übersetzung: „Textlich sind Tank of Danzig jedoch entschieden politischer und sozialer. Themen wie Hoffnungslosigkeit, städtische Plage und allgemeine gesellschaftliche Missstände sind für Not Trendy selbstverständlich. Die pochenden Rhythmen und die schmerzhaften Rufe von Sänger Schengel sorgen dafür, dass die Fahrt aggressiv ist“.
[...] Già dall’iniziale What’s The Sense of Life, disturbata da un sax acido e nervoso, si capisce che l’eccezionalità del disco è proprio in questa anima fredda eppure pulsante, che pur essendo fedele all’ortodossia del funk-punk lo declina in maniera insolita e originale [...] Da ascoltare e “ballare” col cervello […].
Deutsche Übersetzung: "Bereits zu Beginn bei What's The Sense of Life, welches von einem ätzenden und nervösen Saxophon gestört wird, verstehen wir, dass die Besonderheit der Platte genau in dieser kalten, aber pulsierenden Seele liegt, die trotz ihrer Treue zur Orthodoxie des Funk-Punk ungewöhnlich und originell ist […] Mit dem Gehirn zuhören und tanzen."
[…] Not Trendy è il loro disco di mezzo, reclamo di una gioventù tedesca che si divide l’anima tra sarcastici momenti di gioia, sperimentazioni sonore e nichilistiche correnti punk. Un disco classificabile sotto la Neue Deutsche Welle dove punk, (no)wave e rimasugli rock si agitano in maniera spericolata danno vita a esperimenti sonori sempre nuovi. In Not Trendy c’è un misto tra immediatezza, istinto e carica vitale che rende il disco un lavoro impossibile da perdere e che aggiunge a questi sentieri anarchici momenti di particolare brio, come negli assett funk o nelle istanze jazz [...].
Deutsche Übersetzung: "Not Trendy ist ihre mittlere Platte, eine Beschwerde einer deutschen Jugend, die ihre Seele zwischen sarkastischen Momenten der Freude, Klangexperimenten und nihilistischen Punkströmungen teilt. Eine unter der Neuen Deutschen Welle klassifizierbare Platte, bei der sich Punk-, (No-) Wave- und Rock-Überreste auf rücksichtslose Weise mischen, um immer neue Klangexperimente zum Leben zu erwecken. In Not Trendy gibt es eine Mischung aus Unmittelbarkeit, Instinkt und Vitalität, die es unmöglich macht, die Platte zu vergessen und die diesen anarchistischen Pfaden Momente besonderer Lebendigkeit verleiht, wie zum Beispiel im Funk oder im Jazz."
[...] In Duitsland ging Tank of Danzig er mee aan de haal in 1982 en verraste de alternatieve wereld met dansbare punkfunk. Vooral de lp ‘Not Trendy’ van het trio, bestaande uit Schengel (gitaar en vocals), Esch op bas en LeGaye op drums aangevuld met de rauwe saxofoon van Kohl, vond in de lage landen vlot aantrek, toen Luc Janssen het in 'Domino Deel 2' door de radio liet knallen [...] Tank of Danzig deed alle moeite van de wereld om niet vereenzelvigd te worden met die Neue Deutsche Welle, die toen de boventoon voerde, maar ze bleven consequent in het Engels declameren. Het klonk dan ook alsof het uit downtown New York kwam en vergelijkingen met die andere saxgetinte no wave van James White drongen zich op [...].
Deutsche Übersetzung: "In Deutschland startete Tank of Danzig 1982 und überraschte die alternative Welt mit tanzbarem Punk-Funk. Besonders die LP 'Not Trendy' des Trios, bestehend aus Schengel (Gitarre und Gesang), Esch am Bass und LeGaye am Schlagzeug, ergänzt durch Kohls rohes Saxophon, war in den Niederlanden sehr beliebt, seit Luc Janssen sie in 'Domino Deel 2' durch das Radio knallen ließ [...] Tank of Danzig taten alles, um sich nicht mit der damals vorherrschenden Neuen Deutschen Welle zu identifizieren, aber sie rezitierten weiterhin konsequent auf Englisch. Sie klangen daher, als kämen sie aus der Innenstadt von New York und scheuten keine Vergleiche mit anderem saxophon-betonten No Wave wie von James White."
[...] No Wave (No New York), ritmi spesso ballabili e funk (che manderebbero in estasi i collezionisti di tutto il calderone penc fenc vomitato fuori nel 2005/2006) e un sax allucinato e nervoso rendono tutto l’album fresco come una rosa, nonostante siano passati più di trent’anni dalla sua uscita e nonostante la formula alla lunga risulti ripetitiva e non dotata di eccezionale personalità. Davvero un piccolo culto da riscoprire per i devoti di Gang of Four, DAF e The Ex […].
Deutsche Übersetzung: "No Wave (wie auf No New York), Tanz- und Funkrhythmen (die Sammler in den 2005/2006 in Ekstase geworfenen Penc-Fenc-Kessel schicken) und ein halluziniertes und nervöses Saxophon machen das gesamte Album zu einer Rose, die nach mehr als dreißig Jahren immer noch frisch ist - diese Zeit ist nämlich seit seiner Veröffentlichung vergangen und das, obwohl sich die Formel auf lange Sicht wiederholt und nicht mit einer außergewöhnlichen Persönlichkeit ausgestattet ist. Wirklich ein kleiner Kult, der von Gang of Four-, DAF- und The Ex-Anhänger wiederentdeckt werden muss."

### Stilistische Veränderung und Pause
Ebenfalls 1982 folgte die Veröffentlichung der 12" Single Tank Hymn/Tank (T)Rap als Split Release mit Biting Tongues auf Antler Records aus Belgien. In der Folge war die Band mit einigen Songs auf (Live-)Compilations vertreten und spielte 1982 und 1983 Auftritte mit Shriekback, Blurt, Virgin Prunes, Tom Robinson Band und Siglo XX. Roland Beelen, CEO von Antler Records, übernahm fortan die Betreuung der Band als Produzent und bei Liveauftritten und produzierte 1984 mit Schengel zusammen das zweite Album Don't Stop The Music. Die Stilistik der Band hatte sich bei diesem Album in Richtung EBM verändert. 1987 veröffentlichte die Band unter dem Pseudonym "T.O.D." die 12" EBM-Single Badabou auf B.A. Records.
Nach weiteren Beteiligungen an EBM-Samplern von Antler Records (1984 und 1989) und Never Records (1997) wurde es still um die Band und die Bandmitglieder gingen eigenen musikalischen Projekten nach. Schengel war als Veranstalter von Techno- und Electro-Veranstaltungen (u.a. im eigenen Club S38 in Koblenz) aktiv und veröffentlichte 1986 zusammen mit Andreas Thein von Propaganda und Sarah Gregory unter dem Namen "Kino" die Single (Big) Room In My Heart auf Chrysalis Records, die am 22. April 1986 auch in der Sendung Formel Eins vorgestellt wurde. Unter dem Pseudonym "Hanz Loop" erfolgten weitere Veröffentlichungen auf ZYX Music. Esch tourte u.a. mit Thomas Anders und dessen Band durch Russland.

### Gegenwart
2013 wurde das Debütalbum Not Trendy vom italienischen Label Music à la Coque auf CD wiederveröffentlicht.
[...] It's not music that easily is called 'polished', but an excellent drive to it. 'So Hungry, So Angry', that great song by Medium Medium is something that comes close to the sound of Tank Of Danzig. Disco not disco. It's hard sitting down and listening as this is definitely the kind of music that makes people move. Great bass lines, funky drumming, disco guitars (but much, much more raw) and the saxophone and voice in a free mode. I believe back then they used the term 'big city funk' and 'crisis funk' - especially the latter term seems very appropriate these days. Unfortunately the crisis of our times isn't used to create similar great music as they did in 1982. Tank Of Danzig: great discovery! [...]
Deutsche Übersetzung: "Es ist keine Musik, die leicht als "poliert" bezeichnet werden kann, sondern eine hervorragende Fahrt dorthin. 'So Hungry, So Angry', dieses großartige Lied von Medium Medium, kommt dem Sound von Tank Of Danzig sehr nahe. Disco nicht Disco. Es ist schwer, sich hinzusetzen und zuzuhören, da dies definitiv die Art von Musik ist, die Menschen dazu bringt, sich zu bewegen. Tolle Basslinien, funky Drumming, Disco-Gitarren (aber viel, viel rauer) und Saxophon und Stimme im Free-Modus. Ich glaube, damals haben sie die Begriffe "Großstadt-Funk" und "Krisen-Funk" verwendet - besonders der letztere Begriff scheint heutzutage sehr angemessen zu sein. Leider wird die Krise unserer Zeit nicht dazu benutzt, ähnlich großartige Musik zu machen wie 1982. Tank Of Danzig: großartige Entdeckung!"
2020 wurde die Band wieder aktiv und veröffentlichte die Single American Hostages als politisches Statement zum anstehenden amerikanischen Präsidentschaftswahlkampf zusammen mit einer eigenen Interpretation des Joy-Division-Songs Transmission als B-Seite. Die Gründungsmitglieder Schengel und Esch wurden dabei ergänzt durch Frank Hentschel, Gitarrist und Sänger aus Köln, der zuvor unter anderem Mitglied von AL'S BAD, der Fernsehstudioband der Johannes B. Kerner Show im ZDF gewesen war. Dieser produzierte die Single zusammen mit Schengel für das eigene Label T.O.D. Records.

## Diskografie
Alben
- 1981: Third Issue (Tape, Idiot Records)
- 1982: Not Trendy (Idiot Records)
- 1984: Don't Stop the Music (Antler Records)
- 2013: Not Trendy - Expanded Edition (Music à la Coque)

Singles
- 1980: Your Brain E.P. (Idiot Records)
- 1982: Tank Hymn/Tank (T)Rap (Antler Records - Split Release zusammen mit Biting Tongues)
- 1987: Badabou (B.A. Records)
- 2020: American Hostages (T.O.D. Records)

Kompilationsbeiträge
- 1981: "Holocaust" und "Brain War" - Licht & Schatten (17. Juni 1981 SO36) (Wild Youth)
- 1982: "Brain War" und "The Russians in Poland" - Berliner Berlin In Berlin (M81)
- 1984: "Tank Hymn" - A From Antler (Antler Records)
- 1989: "Tank Hymn" - World of Electronic Body Music (Antler Records)
- 1997: "Tank Hymn" - Sounds of E.B.M. (Never Records)